# Oum el-Bouaghi
Oum el-Bouaghi is een stad in Algerije en is de hoofdplaats van de provincie Oum el-Bouaghi.
Oum el-Bouaghi telt naar schatting 60.000 inwoners.